# Lábaro cántabro
Lábaro cántabro, también conocido como lábaru cántabru o simplemente lábaro o lábaru, es el nombre que recibe la interpretación moderna y contemporánea de un antiguo estandarte militar conocido por los romanos como cantabrum. En la actualidad, es representado habitualmente como un pendón de tela de color púrpura o magenta sobre el cual está bordado, de color dorado, un círculo rodeado de una decoración geométrica con cuatro medias lunas enfrentadas dos a dos que combina el estandarte militar con la simbología de las estelas cántabras.
En las últimas décadas su uso se ha popularizado dentro de la comunidad autónoma de Cantabria siendo en la actualidad muy visible especialmente en eventos deportivos y fiestas regionales. En el año 2016 el Parlamento de Cantabria lo reconoció como «símbolo identitario del pueblo cántabro», aunque sin sustituir a la bandera oficial de Cantabria.

## Historia

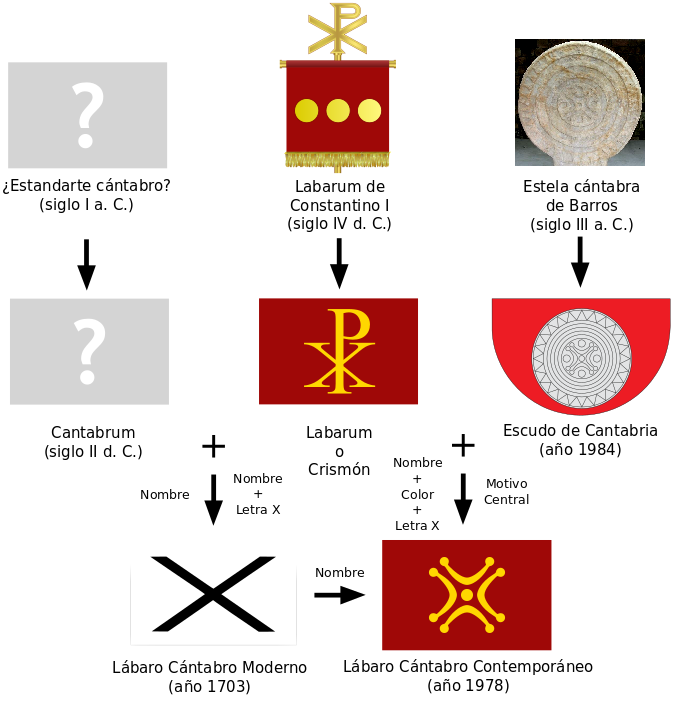
Génesis del lábaro cántabro

El origen del nombre y del diseño se encuentra en la teoría defendida por diversos autores de una posible relación entre la génesis del labarum y el estandarte militar denominado cantabrum, con la consiguiente identificación de ambos como una misma cosa; y a la supuesta relación que el Codex Theodosianus establece entre el labarum y los cantabrarii, colegio de soldados romanos encargados de portar el cantabrum.
Su significado etimológico, el que habla, hace referencia a su uso como estandarte utilizado para enviar órdenes o señales a la tropa durante la batalla.
Los relatos de Tertuliano y Minucio Félix no establecen relación alguna entre el cantabrum y el labarum, dejando únicamente clara la veneración que las tropas romanas hacían de sus cruces, cubiertas por las telas de los cantabra y vexilia:

Así también, en los cantabra y en los vexilia, que defiende la milicia con no menor devoción, aquellos velos son las vestiduras sagradas de las cruces.
Tertulianus, Ad Nationes, I, 12.

La religión de los romanos venera todos los signa militares, jura por ellos, los antepone a todos los dioses. Todas las imágenes colocadas en los signa son los collares de las cruces; las telas de los vexilla y de los cantabra son las vestiduras (stolae) de las cruces. Alabo [vuestro] celo: no quisísteis adorar a cruces desaliñadas y desnudas.
Tertulianus, Apologetycum, Pars IV, Capitulum XVI, 8.

Además ni rogamos ni veneramos a las cruces. Vosotros ciertamente, que divinizáis a dioses de madera, quizá adoráis cruces de madera como parte de vuestros dioses. Pues tanto los mismos signa, como los cantabra, como los vexilla de los campamentos, ¿qué otra cosa son sino cruces enriquecidas y adornadas?
M. Minutius Felix, Octavius, XXIX].

## Nombre

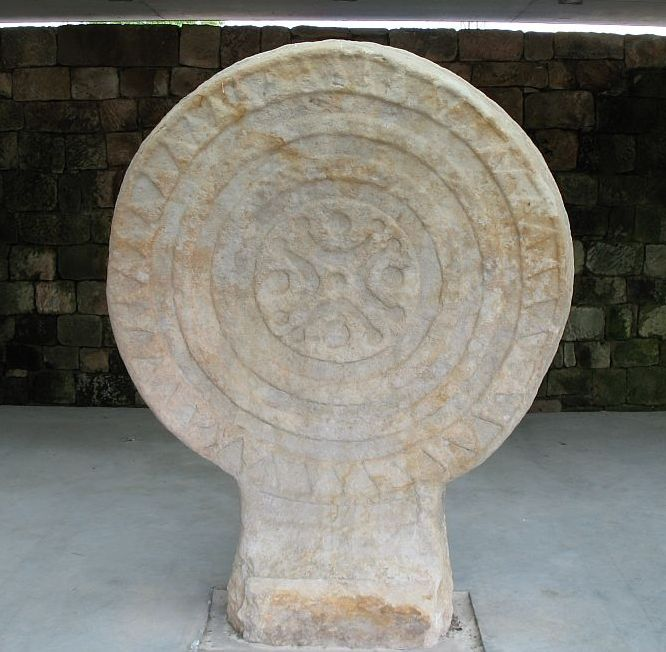
Estela cántabra de Barros (Cantabria), alrededor del siglo II a. C.

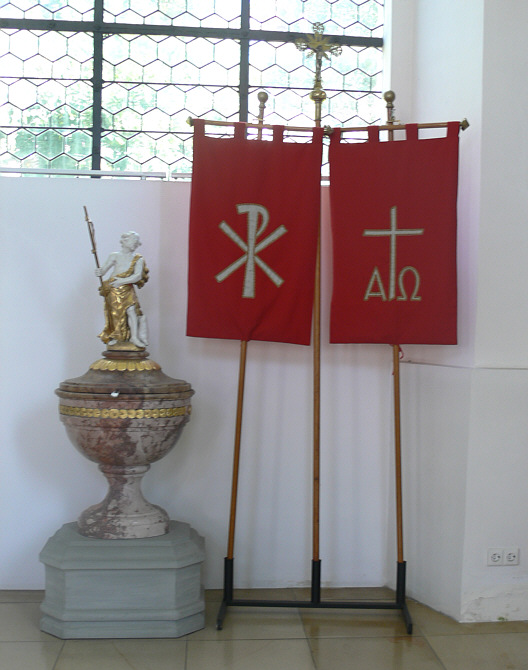
Lábaros cristianos con el crismón, inspiración del lábaro cántabro, y el alfa y omega

Escudo actual del Batallón de Infantería Mecanizada "Cantabria" I/6. El escudo de su predecesor, el Regimiento de Infantería Cantabria n.º 39, El Heroico, es la primera representación del lábaro cántabro conocida en la edad moderna, año 1703. Se describe como: En campo de plata una letra X de sable. El todo timbrado de Corona Mural. La letra X, es el símbolo de la victoria de los pueblos cántabros (lábaro asturiano [sic])

Bandera de Cantabria desde 1984. En el cuartel inferior del escudo, estela de Barros cuyo símbolo central forma parte del lábaro

Según estas teorías, el cantabrum es el estandarte que Constantino I el Grande tras su conversión al cristianismo transforma en el labarum al incluir el crismón, anagrama que representa a Cristo, consistente en las grafías mayúsculas en griego de las dos primeras letras de su nombre, una "X" sobre la que se superpone una "P".
El historiador Fidel Fita sostiene que existe una relación entre el cuatrisquel y el lábaro cántabro, siendo labarum una adaptación de tiempos de Octavio Augusto del término en euskera lauburu, que procede de las palabras lau "cuatro" y buru "cabeza", por lo que su significado en español sería "cuatro cabezas".
Se justifica también una posible relación etimológica celta del término lábaro procedente de (p)lab- hablar, de donde se ha derivado el adjetivo labaros, orador, ampliamente representado en las lenguas celtas. Galés: llafar, habla, idioma, voz, orador; antiguo córnico y bretón: lavar palabra; antiguo irlandés: labar charlatán, labrad habla, lenguaje; irlandés: labhar locuaz, en voz alta y labhairt palabra, habla < célt. (p)labro-. En latín Labarum.
Asimismo, el antropónimo Labaro ya existía entre los antiguos cántabros, habiendo sido recogido en lápidas funerarias.

## Diseño
El diseño actual, siguiendo igualmente la teoría de ser el labarum lo mismo que el cantabrum, establece para el lábaro cántabro el color rojo púrpura del labarum. No obstante esta hipótesis es cuestionada por algunos autores, que consideran un error arrastrado desde el siglo XVII por el cual el estandarte utilizado por los romanos, llamado labarum, y el estandarte utilizado por los antiguos cántabros, denominado cantabrum, sería el mismo, teniendo su insignia o motivo principal forma de X.
El tetrasquel dorado representa las cuatro crecientes lunares que aparecen representadas en varias estelas cántabras discoideas gigantes. Siendo un símbolo que se ha constatado que usaban los cántabros frecuentemente, como se observa en caetras representadas en monedas acuñadas tras las guerras cántabras.
Además este tipo de estandartes y sus variantes estaban bastante extendidos entre los pueblos célticos, como lo demuestran los relieves del arco de triunfo de Orange (Francia). Su diseño entronca con antiguos símbolos celtas como el trisquel y su simbolismo, de tipo religioso, se relaciona con el culto al Sol y a la Luna.

## Estatus
El Pleno del Parlamento de Cantabria, en su sesión del 14 de marzo de 2016, aprobó una resolución como consecuencia de la tramitación de la proposición no de ley, N.º 9L/4300-0056, relativa al reconocimiento del lábaro como símbolo representativo e identitario del pueblo cántabro y los valores que representa.

El Parlamento de Cantabria:

1. Reconoce el lábaro como símbolo representativo e identitario del pueblo cántabro y los valores que representa.
2. Insta a las instituciones y a la sociedad civil de Cantabria a que promuevan y participen de forma activa en su conocimiento y difusión como expresión iconográfica de la identidad del pueblo cántabro. Manteniéndose el carácter oficial de la bandera de la Comunidad de Cantabria y el resto de los símbolos institucionales de Cantabria.

Boletín Oficial de Cantabria del 15 de marzo de 2016

## Controversia
La interpretación moderna del lábaro cántabro y su posible uso como símbolo oficial o cooficial de la Cantabria actual ha surgido como debate en el seno de esta comunidad autónoma, desatando un conjunto de enraizadas disputas dialécticas difundidas en muchos casos a través de los medios de comunicación.
En este diálogo mediático las posturas que más voz ostentan provienen de la Asociación para la Defensa de los Intereses de Cantabria (ADIC), por un lado, y de investigadores que intervinieron en la creación de los símbolos de la actual comunidad autónoma enmarcados dentro del Centro de Estudios Montañeses, por el otro.

### A favor
Desde ciertos colectivos cántabros tanto sociales como políticos, se ha venido reivindicando el uso oficial del estandarte aureomagenta como bandera de Cantabria en representación del legítimo cantabrum, bien en sustitución de la actual, o al menos otorgándole la misma oficialidad. El estandarte ya se venía utilizando durante la celebración de festivales de folclore tradicional, acontecimientos deportivos y de reafirmación de la identidad cántabra. Algunos ayuntamientos legitimaron su utilización ya antes del 14 de marzo de 2016, fecha de la aprobación por parte del Parlamento de Cantabria de la proposición no de ley sobre el carácter simbólico del lábaro.

A partir de esta fecha fueron numerosas las corporaciones locales que izaron esta bandera en las casas consistoriales, promoviendo su uso y difusión como expresión iconográfica del pueblo cántabro.

### En contra
Existe una serie de expertos como Joaquín González Echegaray, José Luis Casado Soto o Ramón Teja Casuso que defienden la legitimidad histórica de la actual bandera de Cantabria frente al lábaro, al argumentar que el pendón blanquirrojo es el que llevaban los barcos cántabros desde, al menos, el siglo XVIII. Según estos académicos, aunque en los textos antiguos hay alguna referencia a un estandarte denominado cantabrum, en ningún caso las fuentes clásicas dan una descripción exacta de la forma, colores o símbolos del mismo, siendo aventurado reconstruirlo sin más elementos de juicio.
Ante diversas interpretaciones publicadas en algunos medios, González Echegaray, en su estudio Acerca del llamado "Lábaro Cántabro", señala sobre el lábaro moderno: «Se trata de una creación nueva, que solo puede decirse que se halla vagamente sugerida por algunos de los elementos históricos que de aquí hemos hablado», expresando una opinión desfavorable respecto a su adopción como bandera.
Para Casado Soto, más crítico, el lábaro no sería sino un invento del regionalismo cántabro, cuya antigüedad no va más allá del periodo preautonómico, y el actual debate en torno a los símbolos regionales sería un intento de destruir el consenso que se alcanzó en el Estatuto de Autonomía.

## Otras banderas históricas

Bandera real de Ramiro I (842-850),[28] descendiente directo de Pedro de Cantabria
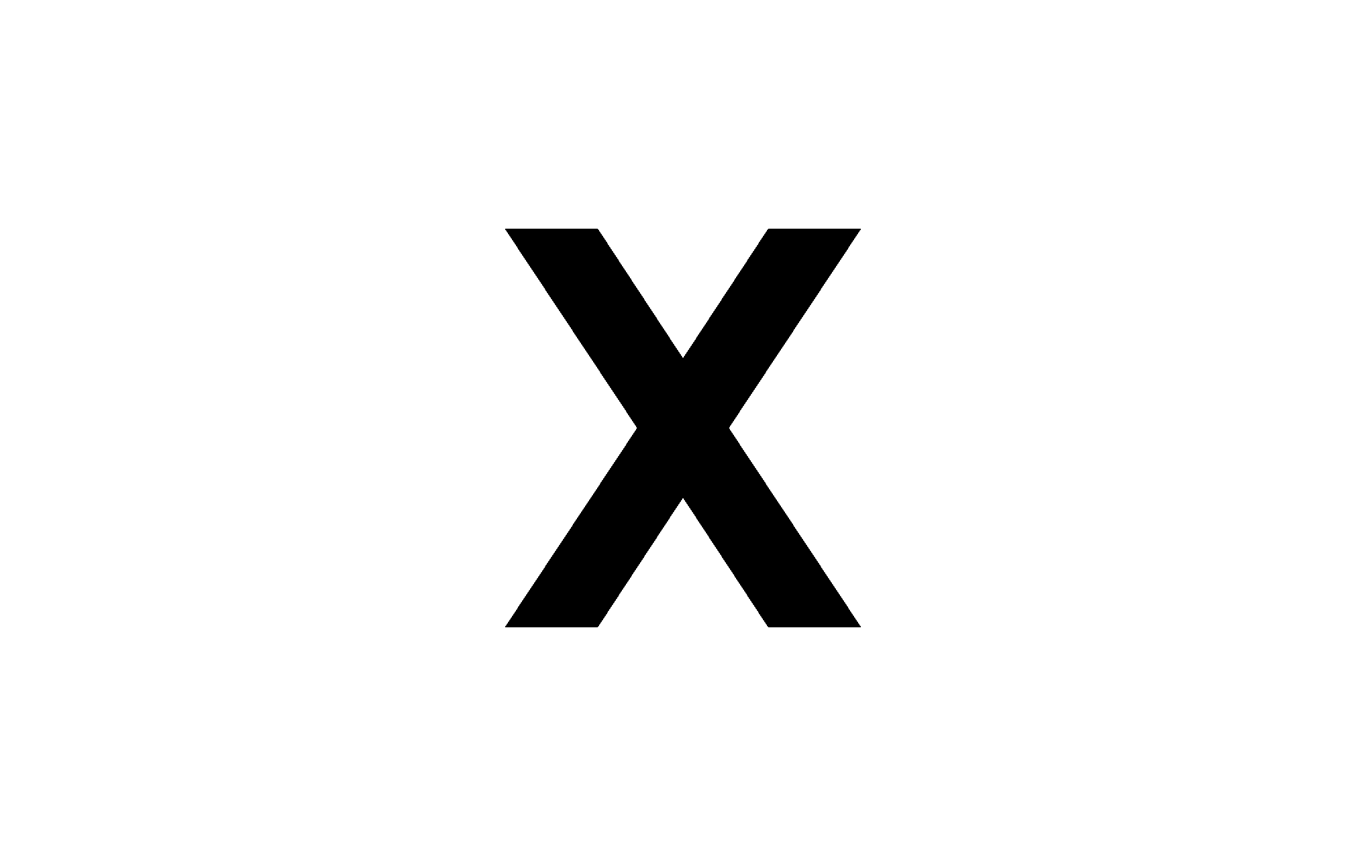
Interpretación moderna del lábaro cántabro (c. 1703)
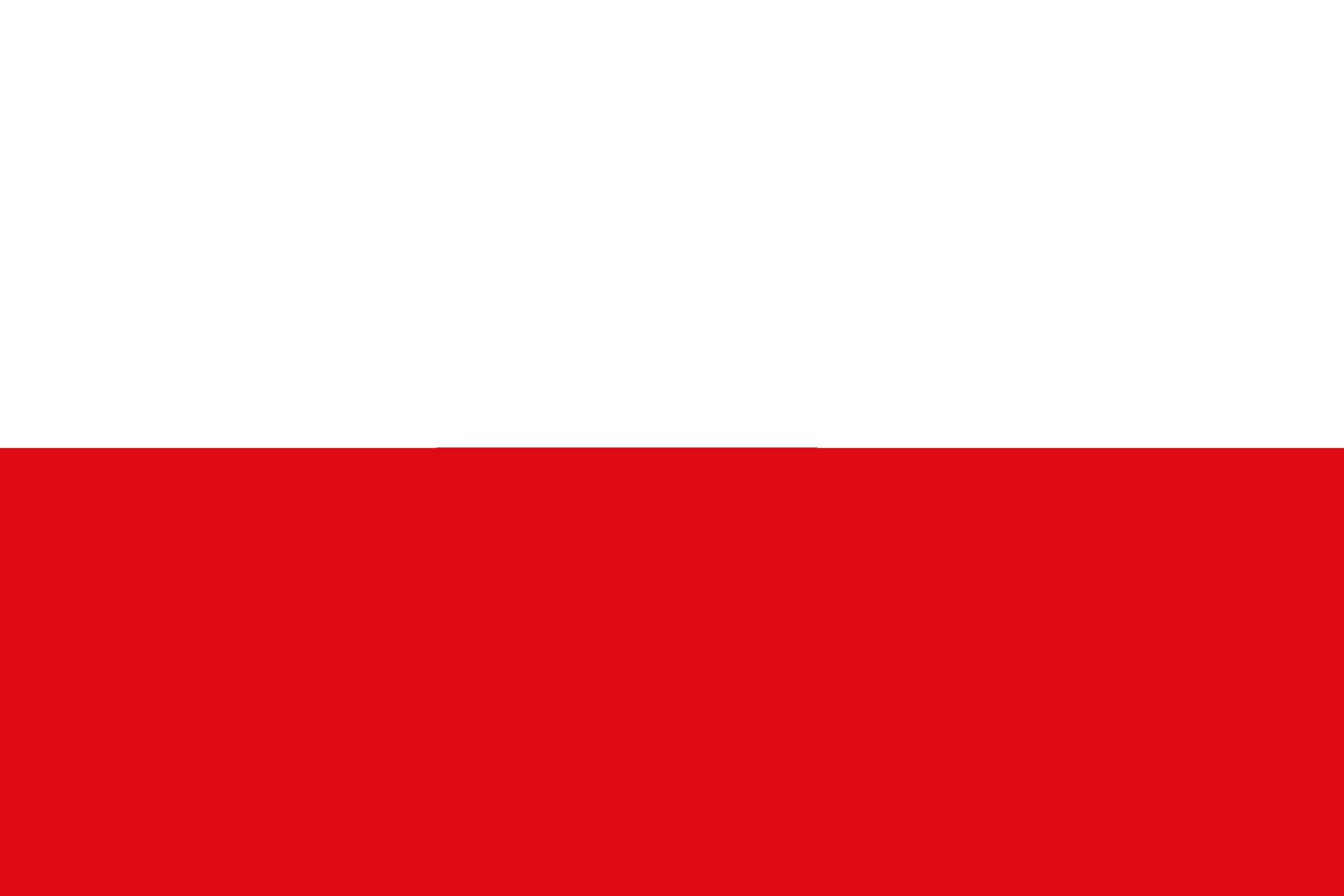
Contraseña de la provincia marítima de Santander (siglo XVIII-actualidad; oficial desde 1845)
Bandera de un batallón de la División Cántabra en 1809,[29] el lábaro cántabro en sus esquinas[30]
Bandera de Cantabria con el escudo de la antigua Diputación Provincial de Santander, empleada ocasionalmente de manera informal hasta la aprobación del escudo autonómico en 1984
Versión alternativa del lábaro, con dos cenefas y una circunferencia rodeando los cuatro crecientes lunares de Barros
Bandera de ADIC, propuesta en la transición como bandera oficial de Cantabria junto al lábaro y la bandera rojiblanca actual